# Бакри, Абуризал
Абуриза́л Бакри́ (индон. Aburizal Bakrie, широко известен в стране под уменьшительным именем «Ича́л» — индон. Ical Bakrie) (род. 15 ноября 1946 года, Джакарта) — индонезийский предприниматель, государственный и политический деятель. Министр-координатор (член правительства, курирующий несколько министерств) по вопросам экономики Индонезии (2004—2005), министр-координатор по вопросам народного благосостояния Индонезии (2005—2009). Президент Торговой палаты Индонезии (1994—2004). Председатель партии Голкар (2009—2016).

## Ранние годы жизни
Родился 15 ноября 1946 года в Джакарте. Старший из детей Ахмада Бакри (индон. Acmad Bakrie), крупного индонезийского предпринимателя, основавшего свой бизнес еще в период нидерландского колониального владычества. Отец — представитель южносуматранской народности лампунг, мать, Русина Бакри (в девичестве Русина Насутион) — батачка. После Абуризала в семье родилось трое детей: дочь Русманиа Оди и сыновья Индра Усманшах и Нирван Дермаван, продолжившие в последующем вместе со старшим братом семейный бизнес.
В 1973 году окончил Бандунгский технологический институт по специальности «инженер-электрик».

## Карьера

### Бизнес
В 1972 году поступил на работу в отцовский концерн PT Bakrie & Brothers Tbk, (ныне — Bakrie Group), осуществлявший к тому времени свою деятельность во множестве отраслей, включая сельское хозяйство, горнодобывающую промышленность, торговлю, строительство, операции с недвижимостью, банковское дело и страховое дело, СМИ. С 1999 по 2004 годы Абуризал, как старший из братьев Бакри, возглавлял Bakrie Group. Под его руководством группа компаний успешно преодолела Азиатский финансовый кризис и в 2000 году осуществила успешное рефинансирование..

### Политическая карьера
С 1991 по 1995 годы Бакри в течение двух сроков подряд занимал пост председателя бизнес-форума АСЕАН, а с 1994 по 2004 годы, также в течение двух сроков подряд — пост президента Торгово-промышленной палаты Индонезии. Пытался выставить свою кандидатуру от партии Голкар на президентских выборах 2004 года, однако в итоге кандидатом от Голкар стал Виранто.
В 2004 году Бакри, оставил свой пост в Bakrie Group после назначения его президентом Сусило Бамбанга Юдойоно на пост министра-координатора по вопросам экономики. Одной из первых инициатив Бакри в этой должности стала отмена государственного субсидирования энергоносителей и повышение цен на топливо. Вырученные средства были направлены на повышение уровня жизни 6 миллионов индонезийцев, живущих за чертой бедности. В результате мероприятий, проведённых в рамках этой программы, к октябрю 2005 года стоимость энергоносителей в стране увеличилась на 126 %, что привело к росту кредитного рейтинга Индонезии по шкале Standard & Poor’s.
Бакри сыграл большую роль в завершении многолетнего противостояния между двумя нефтяными компаниями — американской ExxonMobil Corporation и индонезийской Pertamina, которое велось из-за проблемы распределения прибылей от нефтяного месторождения проекта Чепу, расположенного на острове Ява и являющегося самым большим месторождением, разведанным в странах-членах ОПЕК за десятилетие. Примирение ExxonMobil и Pertamina способствовало улучшению инвестиционного климата в стране.
В 2005 году, после перестановок в правительстве, Бакри был назначен министром-координатором по вопросам народного благосостояния. В мае 2008 года он обнародовал программу дополнительных субсидий в размере $ 1,52 млрд для 19 миллионов индонезийских семей в целях смягчения последствий повышения цен на энергоносители.
В 2009 году на съезде партии Голкар, состоявшемся в городе Пеканбару, Бакри был избран её председателем; его основными конкурентами в борьбе за этот пост выступили Сурья Пало, Юдди Криснанди и Томми Сухарто. В мае 2010 года он стал лидером коалиции парламентского большинства в составе Голкар и пропрезидентской Демократической партии. Оставил пост председателя Голкара в 2016 году, уступив его Сетья Нованто.
29 мая 2006 года в районе города Сидоарджо на Восточной Яве началось извержение грязевого вулкана; за период с 2006 по 2013 годы грязевыми потоками было поглощено более 600 гектаров пахотной земли и 12 деревень с населением 39 700 человек. Это событие вызвало всплеск критики в СМИ в адрес Бакри, поскольку по одной из версий вулкан образовался в результате бурения нефтяных скважин компанией PT Lapindo Brantas, контрольным пакет акций в которой принадлежал семье Бакри. Индонезийские «зелёные» провели серию акций с требованиями отозвать у компании лицензию на бурение скважин. Однако продолжавшееся три года полицейское расследование действий PT Lapindo Brantas не выявило её ответственности за катастрофу. Более того, в защиту Бакри вступили многие политические деятели, в том числе представители других политических партий. Так, Эффенди Муара Сакти Симболон, депутат Совета народных представителей (СНП) от Демократической партии борьбы Индонезии и заместитель председателя VII комиссии СНП, отвечающей за добычу природных ресурсов, заявил в интервью газете Jakarta Globe: «критика Бакри, чья семья контролирует компанию, широко обвиняемую в катастрофе, была незаконна, политизирована и в основном основывалась на ревности».

## Президентские выборы 2014 года
Осенью 2010 года в СМИ начала появляться сообщения о том, что Бакри собирается выступить кандидатом от Голкар на президентских выборах 2014 года. Позже эти слухи были подтверждены Бакри, который впоследствии неоднократно выражал своё желание быть выдвинутым кандидатом в президенты. Среди возможных кандидатов в вице-президенты в паре с Бакри назывались султан Джокьякарты и губернатор особого округа Джокьякарта Хаменгкубувоно X, генеральный секретарь Демократической партии борьбы Индонезии и вице-спикер СНП Прамоно Агунг, министр по делам государственных предприятий Дахлан Искан, а также младший сын президента Сусило Бамбанга Юдойоно Эди Баскоро Юдойоно.
Ряд высокопоставленных членов Голкар выступили против выдвижения Бакри в президенты. Так, глава консультативного совета Голкар Акбар Танджунг подверг критике решение съезда партии, прошедшего в октябре 2011 года, выдвинуть Бакри предпочтительным кандидатом в президенты, назвав процесс его выдвижения недемократичным и указав, что другие члены партии были фактически лишены права выдвинуть свои кандидатуры. Эта критика была поддержана рядом других членов партии, в том числе на региональном уровне. Впоследствии Бакри назвал эту критику политической атакой, а в интервью газете The Jakarta Post завил, что ему нет до неё дела . В то же время многие функционеры Голкар оказали Бакри поддержку, представляя его выдвижение кандидатом в президенты как меру, необходимую в такой многонациональной стране, как Индонезия.
29 июня 2012 года на собрании руководства Голкар в Богоре Бакри был официально утвержден кандидатом от Голкар на грядущих президентских выборах. В своей ответной речи он сказал: «Призывая на помощь Всемогущего Бога, веру, что нам удастся построить более развитую Индонезию, сильную волю и поддержку со стороны всех вас, со смирением я официально и открыто принимаю это назначение». Вскоре после этого было объявлено о том, что вице-председатель Голкар Агунг Лаксоно не будет выдвинут кандидатом в вице-президенты в паре с Бакри.
Согласно опросам общественного мнения, Бакри находился на третьем месте по популярности среди кандидатов в президенты — его опережали бывший генерал и зять президента Сухарто Прабово Субианто, а также бывший президент и дочь президента Сукарно Мегавати Сукарнопутри.

## Личная жизнь
В 2011 году состояние Абуризала Бакри оценивалось в 890 миллионов долларов.
Абуризал Бакри женат на Татти Мурнитриати (индон. Tatty Murnitriati), в их семье трое детей — Аниндья Новердиан Бакри (индон. Anindya Noverdian Bakrie), Аниндита Анестья Бакри (индон. Anindhita Anestya Bakrie) и Аниндра Ардиансья Бакри (индон. Anindra Ardiansyah Bakrie).